# Ibuki Takahashi
Ibuki Takahashi –en japonés, 高橋いぶき, Takahashi Ibuki– (24 de marzo de 1997) es una deportista japonesa que compite en halterofilia. Ganó una medalla de bronce en el Campeonato Mundial de Halterofilia de 2021, en la categoría de 49 kg.

## Palmarés internacional
| Campeonato Mundial | Campeonato Mundial   | Campeonato Mundial | Campeonato Mundial |
| Año                | Lugar                | Medalla            | Categoría          |
| ------------------ | -------------------- | ------------------ | ------------------ |
| 2021               | Taskent (Uzbekistán) | Medalla de bronce  | 49 kg              |